# 生地鼻灯台
生地鼻灯台（いくじはなとうだい）は、富山県黒部市の生地鼻に立つ中型灯台。白地に2本の黒いラインという目立った外観で、北陸地方では、舳倉島（へくらじま）灯台に続いて第2番目の高さ、遠く滑川市からでも、肉眼で確認できるほか、富山湾対岸の能登半島からも識別可能である。また、日本海と富山湾の境界の役割も担っている。通称「生地の灯台」。「越湖の灯台」と呼ぶ人もいる。また白黒2色の塗装にちなんで「パンダ灯台」とも呼ばれている。
地元のイベント行事や毎年8月19日に内部を一般公開する。2019年11月2日には、151周年灯台記念日の関連行事として一般公開を実施している。2022年6月18日からは、黒部市と漁村文化ミュージアムIKUJI協議会が一般開放を始めた（10月までの第3土曜日に実施）。

## 歴史
- 1454年（享保3年）10月 最初の槍ヶ崎燈明として[6]創設[7]。なお、この燈明台は明治初年に腐朽していた[6]。
- 1897年（明治30年）9月 - 逓信省に対して旧砲台場に燈台建設を懇願したが叶えられず[6]。
- 1907年（明治40年） 最初の近代的な灯台を設置[7]。
- 1908年（明治41年） 燈台再興のための募金が生地町（現・黒部市）の町民有志に呼び掛けられる[8]。
- 1926年（大正15年）6月 生地町が町費で設置（再改築）した「槍ヶ崎燈明台」[9]（鉄造四角形やぐら形、高さ20m）が前身。
- 1951年（昭和26年）2月11日[10] 海上保安庁により現在の灯台が設置、初点灯されたが、日本ではじめて自動捲上装置が設置される。
- 1969年（昭和44年） 霧信号所が廃止される。
- 1992年（平成4年）4月 自動化により、無人化される（これを以て富山県内の灯台は全て無人化された）[11]。
- 2021年（令和3年） 設置70周年を記念して、塗装が塗り直される[5]。

## 生地鼻灯台を題材とした楽曲
燈台の歌
灯台完成時に生地小学校の教員が作詞・作曲した楽曲。

## 生地台場

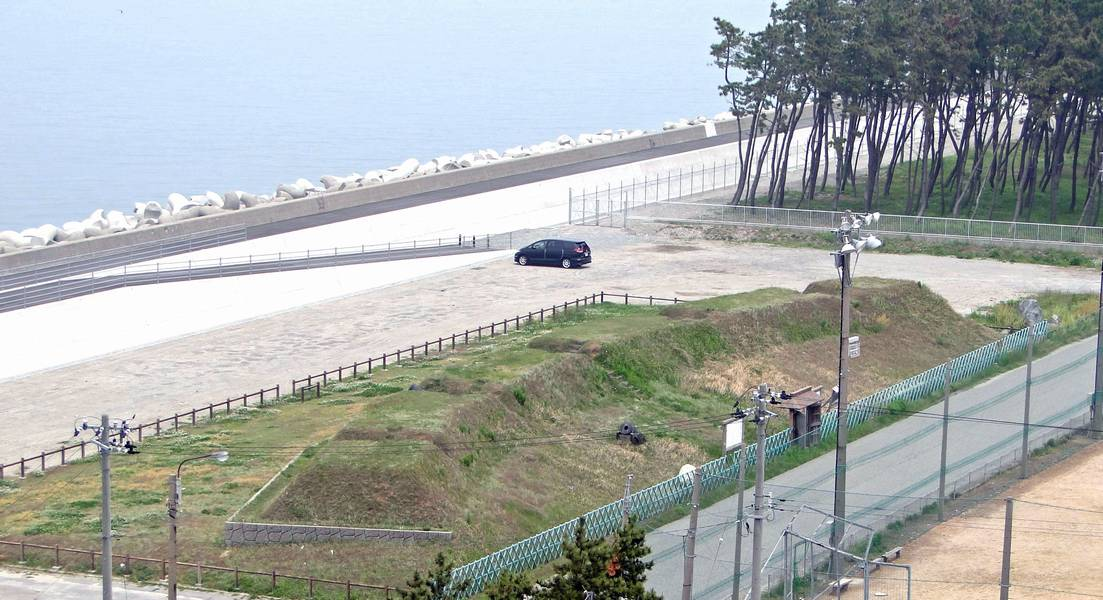
生地台場

生地鼻灯台の近くに生地台場がある。ここは、江戸時代末期、日本近海に外国船が出没するようになったため、江戸幕府は諸藩に海岸防備を命じ、加賀藩が1851年（嘉永4年）10月21日着工、同年11月15日に完成した砲台場。当時は、幅約8m、長さ約63m、高さ約3.5mという巨大なもので、5門の大砲が備えられていた。
1965年（昭和40年）10月1日、富山県の史跡に指定されたが、この台場は海岸近くにあるため砂に埋もれていて、これまで調査が行われていなかった。1988年（昭和63年）10月から12月までおよび1989年（平成元年）の発掘調査の後に、同年8月から1,500万円を投じ、当時の遺構に1.5mの盛土を実施して当時の姿に復元されたが、風化しつつある。

## 交通
あいの風とやま鉄道生地駅から徒歩30分